# Liste der britischen Hochkommissare in Sierra Leone
Der britische Hochkommissar in Sierra Leone ist der höchste vom Königreich entsandte Diplomat im westafrikanischen Sierra Leone. Sierra Leone erlangte am 27. April 1961 die staatliche Unabhängigkeit vom Vereinigten Königreich. Da Sierra Leone Mitglied des Commonwealth of Nations ist, wird kein Botschafter entsandt.

## Hochkommissare
- 1961–1963: John Johnston
- 1963–1966: Desmond Crawley
- 1966–1969: Stanley Fingland
- 1969–1972: Stephen Olver
- 1972–1976: Ian Watt
- 1976–1977: David Roberts
- 1977–1981: Michael Morgan
- 1981–1984: Terence O’Leary
- 1984–1986: Richard Clift
- 1986–1991: Derek Partridge
- 1991–1993: David Sprague
- 1993–1997: Ian McCluney
- 1997–2000: Peter Penfold
- 2000–2003: Alan Jones
- 2003–2006: John Mitchiner
- 2006–2008: Sarah MacIntosh
- 2009–2013: Ian Hughes
- 2013–2016: Peter West
- 2016–2019: Guy Warrington
- seit 2019: Simon Mustard